# 喜鹊 (油画)
1868 年末到1869 年初，法国印象派画家克劳德·莫奈在诺曼底埃特勒塔公社附近创作了一幅油画风景画——《喜鹊》（法語：La Pie）。路易斯·约阿希姆·高迪伯特是莫奈的赞助人，他为莫奈的女友卡米耶-莱奥尼·东西厄和刚出生的儿子在埃特勒塔附近安排了住所，让莫奈在家人的陪伴下自在地创作。
1867 年至 1893 年间，莫奈和其他印象派画家阿尔弗雷德·西斯莱和卡米尔·毕沙罗绘制了数百幅风景画，展示了自然的雪景。而其他印象派画家皮埃尔·奥古斯特·雷诺阿、古斯塔夫·卡耶博特和保罗·高更却没有大量创作冬季风景画。艺术史学家们分析认为，正是法国连续几年的严冬暴雪使得一部分印象派画家创作出更多的冬季雪景画。
莫奈一共创作了包括《喜鹊》在内的约 140 幅雪景画。1865 年或 1867 年，他创作了第一幅风景画——《翁弗勒尔雪路上的马车》。同年，他还创作了《冬天的圣西蒙农场前的路》，并由此开启了一系列著名雪景画的创作。1869 年，莫奈创作了《喜鹊》，这也是他最大的一幅冬季风景画。随后，他又创作了《红色披肩》(1869–1871)，成为他唯一一幅以女友卡米尔·唐西为主角的冬季画作。
《喜鹊》的画布描绘了一只孤独的黑色喜鹊落在由篱笆围成的栅栏门上，同时阳光照在刚落下的雪上，并形成蓝色的阴影。这幅画是莫奈最开始使用互补色的一个例子，后来互补色也出现在印象派运动中。莫奈等印象派画家使用互补色来描绘自然界中真实、不断变化的光影，挑战了用黑色来绘制阴影部分的传统画法。21世纪早期，约翰·沃尔夫冈·冯·歌德（Johann Wolfgang von Goethe）和米歇尔·尤金·雪佛勒 （Michel Eugene Chevreul）有关色彩的研究将这种色彩感知的主观理论引入艺术界。
1869 年，巴黎沙龙不认可莫奈对光线和颜色的创新画法，因此拒绝展出他的作品。而今天，艺术史学家们则认为《喜鹊》是莫奈最好的雪景画之一。 该画一直属于私人收藏，直到 1984 年才由奥赛博物馆收藏并公之于众，成为该博物馆永久收藏品中最受欢迎的画作之一。

## 创作背景
在19世纪50年代后期，法国风景画家欧仁·布丹(Engene Boudin, 1824–1898）介绍莫奈加入外光主义——也就是在“户外”的自然光下绘画 。可折叠的金属颜料管（发明于1841年）和便携式画架的发明使得绘画不再被限制在室内的画室内，也可以在户外进行。1858 年的整个夏天，布丹和莫奈都在一起创作风景画。尽管在当时，在画室里绘画还是惯例，但是莫奈渐渐变得和布丹一样，更喜欢在户外绘画。莫奈说，“如果我能够成为一名画家，那一定是归功于布丹。”

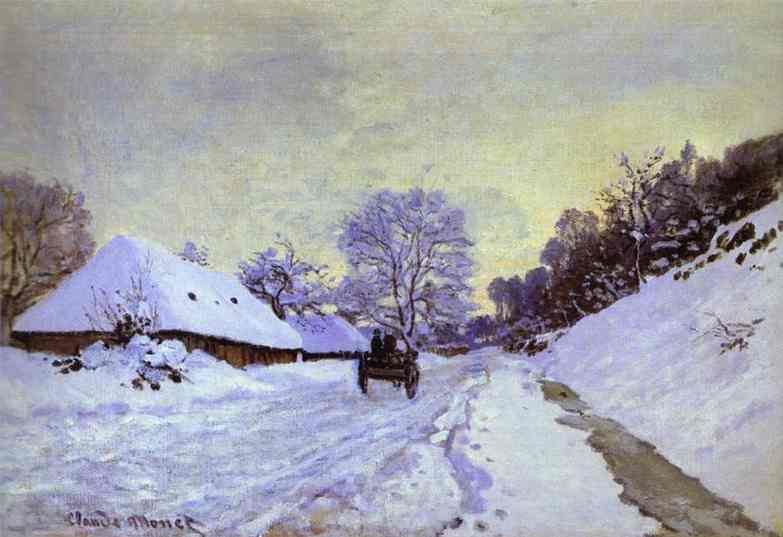
《翁弗勒的雪路上的手推车》（1865 或 1867 年），莫奈的第一幅雪景。

荷兰画家约翰·巴托德·琼金德（Johan Barthold Jongkind，1819–1891 年）的风景画对布丹和莫奈都产生了影响，并为早期印象派的发展做出了贡献。 1862 年, 在圣阿德雷斯遇到了琼金德之后,莫奈开始对其景观环境变化的观点产生兴趣。也正是从那时，莫奈开始用用光学颜色代替局部颜色。 “琼金德是我的老师，我在绘画中对于颜色的描绘就是受到他的启发”莫奈后来回忆道。 “是他让我明白眼睛可以观察到颜色的变化”。这种新的观察方式使他完成了从概念色彩到感知色彩的转变，这也正是莫奈的《干草堆》（1890-1891年）的创作基础。他创作了 25 幅描绘干草堆的系列画作，展示了不同季节下干草堆的变化。
古斯塔夫·库尔贝(Gustave Courbet，1819 – 1877 年) 早在 1856 年就开始画 effets de neige（雪景）。  这一风景画风格受到日本，丹麦和佛来德画家的喜爱。也正是受库尔贝的影响，莫奈开始了他的第一幅雪景创作——《翁弗勒尔雪道上的马车》（1865 年或 1867 年）。一位记者观察到莫奈创作时的情景：
我们只见过他一次。当时是在冬天，由于连着下了好几天的大雪，通信几乎都停滞了。气温骤降，石头似乎都要冻裂了。在那样的冰天雪地里，我们首先看到一个暖脚器，然后是一个画架，最后是一个男人。他裹着好几层外套，戴着手套，脸几乎都被冻僵了。他就是在创作雪景的莫奈先生。
与库尔贝不同，莫奈在《翁弗勒尔的雪路上的手推车》中并没有选择常见的冬季狩猎题材作为主题。相反，他在绘画中减少阴影的数量，以一种新的方式专注于光线和颜色。莫奈选择了大地色调的配色方案，并增加了蓝色阴影的数量，用来突出雪地上的反射。1867 年，莫奈在《翁弗勒尔的雪路上的马车》之后，又创作了一系列引人注目的雪景作品，包括《冬季的圣西蒙农场路》。

## 首次在埃特勒塔作画
1867 年，莫奈的女友卡米尔·唐西厄 (Camille Doncieux，1847 – 1879 年) 在巴黎生下了他们的儿子让（Jean）。由于缺少资金，莫奈回到了他父亲在圣阿德雷斯的房子并与他的姑姑生活在一起，将女友和孩子留在巴黎。1870年，莫奈和女友唐西厄结婚。艺术收藏家路易斯·约阿希姆·高迪伯特 (Louis Joachim Gaudibert) 是莫奈的第一位赞助人。 在1868 年末，他曾帮莫奈在埃特勒塔为女友和孩子租了一间房子。10月，莫奈从抑郁症中恢复过来，搬去和家人们住在一起。他将女友唐西厄 (Doncieux) 看作缪斯女神和生活中的绘画模特。到 12 月，莫奈完全恢复精神健康，感到“被所爱的一切包围着”，并开始专注于绘画。莫奈在给弗雷德里克·巴齐耶（Frédéric Bazille，1841 – 1870 年）的一封信中写道：

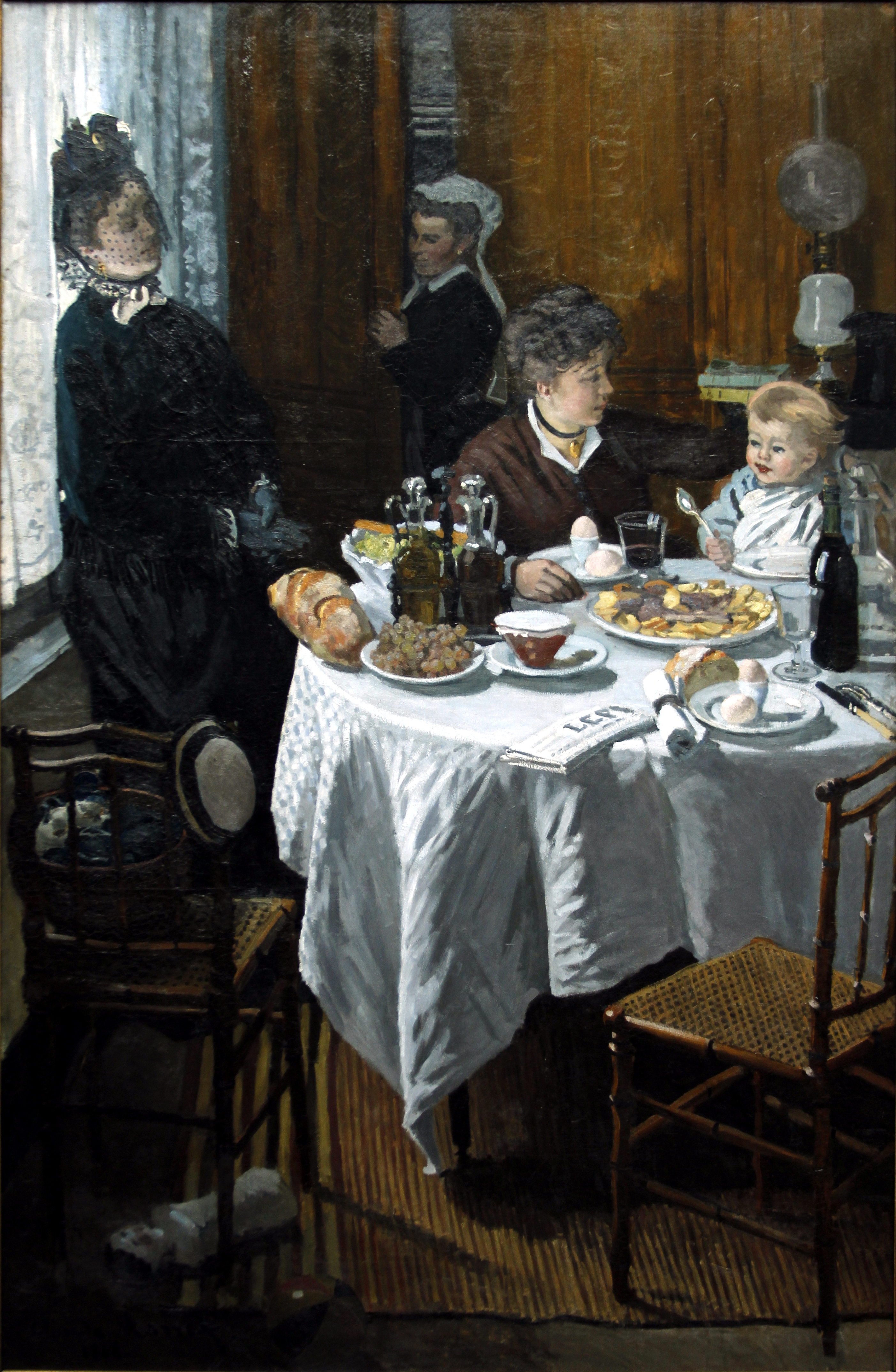
午餐会（1868 年）。卡米尔和儿子简在埃特勒塔。

我常常待在户外。天气不好或者渔船出海的时候，我会去鹅卵石沙滩漫步。有时我也会去风景如画的的乡村。比起夏天，我更沉醉于冬景的魅力中。当然了，这期间我不停地在绘画，我相信今年我肯定能创作出一些优秀的作品来。
莫奈很享受在埃特勒塔与家人一起生活，但他更喜欢独自在乡下作画。他曾告诉巴齐尔：
相比和很多人待在一起，难道你不觉得一个人静静地于自然中独处是一件更美妙的事情吗？......我一直都有这种感觉的，并且当我一个人待在大自然时，我总是能创作出更好的作品。我在巴黎的时候，时常会感觉到不论一个人内心多么的坚定，在巴黎这种繁华的大都市里，每天看到和听到的东西那么多，免不了受到外界思想的影响。而在埃特勒塔，至少我在创作时不会刻意去模仿别人......因为我只专注于自己内心的想法，并将其表现在画里。
住在埃特勒塔的这几年里，莫奈创作了三幅以渔船为主题的画作，一幅以乡村道路为主题的作品， 以及在 1868 年末至 1869 年 1 月或 2 月之间的创作的《喜鹊》（ W 133）。1874 年，在印象派第一次集中的作品展览里，莫奈共展出了140幅冬景画，这幅五年前创作的《喜鹊》是其中最大的一幅作品。《喜鹊》中描绘雪景的确切位置尚未可知。只知道拉尔夫·T·科 (Ralph T. Coe)曾建议莫奈在塞纳河河口北部翁弗勒尔 (Honfleur)镇的圣西蒙农场 (Farm Saint-Siméon) 作画。

## 遭到巴黎沙龙的拒绝
1869 年，莫奈向巴黎沙龙展示了《喜鹊》和《海上渔船》（W 126）两幅作品。 但在同年四月份收到巴黎沙龙拒绝展出这两幅画的消息。  艺术评论家保罗理查德说，陪审员认为这些作品“主题普通且笔法粗糙”，因此拒绝展出。莫奈对色彩的创新性描绘，以及对传统描述型、学术型风格的彻底背离无法得到公众的理解，这可能就是陪审团将其驳回的原因。莫奈曾告诉法国小说家阿尔塞纳·侯赛（Arsène Houssaye）（1815 年–1896 年），“他们拒绝展出我的画作相当于切断了我的收入。因为得不到主流艺术的认可，哪怕我以很低的价格出售，收藏家和经销商也不愿意买我的作品。” 而在一个世纪后，奥赛博物馆于1984年收藏了《喜鹊》这幅作品，并成为他们永久收藏中最受欢迎的画作之一。 

## 艺术批判家的评价
在这幅画中，一只黑色的喜鹊栖息在篱笆栅栏门上，阳光洒在雪后的草地上，也将喜鹊的影子倒映在这片白雪皑皑中。画中没有人像，栅栏门上的喜鹊成为了唯一的焦点。曼彻斯特城市大学的迈克尔·霍华德 (Michael Howard) 称这幅画“体现了深冬午后积雪的寒冷。阳光下，喜鹊在雪地上留下长长的、蓝色的阴影，与天空和雪景的奶白色形成了美妙的对比。”时任旧金山美术博物馆馆长的林恩·奥尔（Lynn Orr）指出，莫奈对随着时间和气侯变化而变幻的光线很感兴趣：
雪和雾等特别的气候变化为熟悉的环境赋予了新鲜的色彩，这令莫奈十分着迷。以莫奈早期杰作《喜鹊》为例，他运用了有限的色彩变化、空中透视和短笔画法，打破了传统的绘画形式。这幅画是一场艺术大师的色彩表演，是一篇有关阳光洒在雪地上、白色阴影不断变化的文章。莫奈采用很多单一色调的图块来绘画，例如栅栏下的大片紫色阴影，使得画面脱离了所描绘物体的现实空间。
《喜鹊》是莫奈早期研究彩色阴影的例子。在这件作品中，莫奈利用了蓝色和黄色这两种互补色。黄色阳光洒在雪地上，形成蓝紫色的阴影，产生对比效果。法国印象派普及了彩色阴影的使用，打破了通过改变颜色的明暗度和饱和度来描绘阴影的绘画传统。人们可以直接在自然界中观察到彩色阴影，特别是在莫奈描绘的那些雪景中。在对印象派的研究中，艺术史学家约翰·雷瓦尔德(John Rewald) 发现，艺术家们实际上通过创作雪景来“研究阴影绘画问题”。弗雷德·克莱纳（Fred S. Kleiner）在加德纳艺术通史（Gardner's Art Through the Ages）中总结了这个问题：
在仔细研究了光线和颜色的效果后，印象派得出结论，局部颜色，也就是一个物体在白光下的真实颜色，会受到阳光照射，其他物体反光以及临近物体颜色的影响。印象派之前的很多画家认为阴影应该是灰色或者黑色的，然而事实并非如此，阴影的颜色由反光和很多其他条件所决定。使用多种颜色和短促笔触，莫奈准确地捕捉到了光线的变化。
莫奈对彩色阴影的使用源于 19 世纪流行的色彩理论。德国科学家约翰·沃尔夫冈·冯·歌德（Johann Wolfgang von Goethe，1749 年–1832年）在《色彩理论》 （Theory of Colors，1810 年）中发表了当代最早对彩色阴影的描述之一。歌德试图挑战艾萨克·牛顿（Isaac Newton，1643 – 1727 年）在光学论文（1704 年）中提出的色彩理论。尽管他在书中描述了主观和客观上的色彩理论和色彩感知，但他采用的研究方法是直觉上的、非数学的，因此他的研究被认为缺乏科学性，他对牛顿的攻击也被认为是无端的争论。但歌德提出关于色彩的问题依然存在。三十年后，法国化学家米歇尔·欧仁·谢弗勒尔（Michel Eugène Chevreul，1786 年–1889 年）在《色彩的和谐与对比原理》（1839 年）进一步拓展了歌德的理论。 歌德和弗勒尔的色彩理论极大地影响了艺术界。人们普遍认为，文森特·梵高、卡米尔·毕沙罗和莫奈将这些理论的元素融入了他们的作品中。  乔治·秀拉（Georges Seurat，1859 – 1891) 于 1886 年凭借分色主义声名鹊起。这种绘画风格受到弗勒尔和美国物理学家奥格登·鲁德（Ogden Rood，1831 – 1902) 配色方案理论的影响。 

## 相关作品
在 11 幅描绘阿让特伊桥（The Bridge at Argenteuil ，1874 年）的系列画作中，莫奈在描绘桥梁顶部时，也采用了蓝色和紫色的彩色阴影。多年来，莫奈对色彩和光线愈发着迷。1879 年 9 月，他的妻子去世。他运用“蓝色、黄色、灰色的色调”描绘了妻子去世前的情景，创作出病床上的卡米尔莫奈（1879 年）。法国政治家乔治·克莱蒙梭（Georges Clemenceau，1841 年–1929 年）是莫奈的朋友，莫奈向乔治解释这幅画时，曾说“画面的焦点是她的脸颊。当死亡一步步夺去她的生命时，色彩在她的脸上不断变化，却也和谐统一”。卡米尔因癌症去世，享年 32 岁。 在她去世后，莫奈几乎不再创作人像画，而是专注于对自然景观的绘画。后来，他又在干草堆系列 (1891)作品中重新描绘雪景和彩色阴影。

## 衍生作品
1990年，为纪念莫奈诞辰150周年，摩纳哥公国发行了由法国雕刻师皮埃尔·阿尔比松设计的印有《喜鹊》的邮票。
在大皇宫国家美术馆举办2010-2011莫奈画展上，法国设计工作室 Les 84展示了其创作的 3D 版《喜鹊》作品。

## 收藏
- 托尔 卡兰德收藏品（Thor Carlander），巴黎（1918 年）
- 保罗•杜兰德-鲁埃尔收藏品（Durand-Ruel），巴黎（1941 年）
- 娇兰收藏品，巴黎（1946 年）
- 奥赛博物馆(1984)
- 巴黎卢浮宫(1984)
- 巴黎奥赛博物馆 (1984)

## 相关信息
- 彩灰

## 尾注
1. ↑  Rathbone 1999; Sweeney 1999; For the range of 63 major works produced from 1867–1893, see Moffett et al. 1999. This arbitrary time period was established for the first Impressionists in Winter: Effets de Neige  exhibition, based on historical reports of severe winters collected by curators.
2. ↑  Moffett et al. 1999, p. 86.
3. ↑  Arts Council of Great Britain 1957, p. 43: "Perhaps Monet's greatest snow landscape."; Rouart 1958: "This, Monet's finest snowscape..."; Gedo 2010: "...one of the most magnificent snow scenes in his entire oeuvre..."
4. ↑  Rouart 1958，第24頁.
5. ↑  Herbert 1996，第14頁.
6. ↑  Mathey 1961: "...Jongkind discovered how the so-called "local color" changes with the seasons...It suddenly came to him that for the artist appearance, not reality, was the determining factor...the only thing that did matter was the atmospheric condition at a given moment. He shared this revelation with Monet, who, in turn, experimented by making two paintings of a road in Normandy from the same vantage point—the first one under a cloudy sky, and the second when the road was covered with snow."
7. ↑  Isham 2004，第332頁.
8. ↑  Heinrich 2000，第9頁.
9. ↑  Courbet, Gustave (1856). Trees in the Snow. National Galleries of Scotland.
10. ↑  Musée d'Orsay 的存檔，存档日期2014-10-06.: "With this choice of theme, Monet was following in the footsteps of Courbet who had tackled snowscapes in a number of genre scenes. But unlike the older painter, whose principal motif remained the stag and the hunter and who produced many anecdotal scenes, Monet painted an almost deserted landscape, where the cart and its occupant play a very minor role." The painting was originally dated 1865 by Monet. However, correspondence by painter Alexandre Dubourg points to a later date of 1867. In Moffett 1999, Eliza Rathbone notes that the date is disputed by scholars.
11. ↑  House 1988 Published in October 1868, but the anecdote is thought to refer to the previous winter.
12. 1 2  Magalhães 2003
13. ↑  For an extended discussion of The Luncheon (Le Dejeuner) and how it fits into the timeline of the first Étretat campaign, see: Wagner, Anne M. (1994) "Why Monet gave up figure painting." Art Bulletin 74 (4): 612. ISSN 0004-3079.
14. ↑  Gedo 2010. See also: George, Serge (1996). Claude Monet. Masterworks Series. Ramboro Books. p. 14. ISBN 1-56852-113-8.
15. ↑  Wildenstein, I, 425-26: letter 44, Dec. 1868 as quoted in Isaacson 1994.
16. ↑  Includes Fishing Boats, Calm Weather (Bateaux de Pêche, temps calme) (W 123) and Fishing Boats at Sea (W 126). See also Rouart 1958.
17. ↑  Lane in Normandy (W 128).
18. ↑  Laclotte, Michel. . Scala Publications. 1986. ISBN 0-935748-72-5. See also footnote 14 as cited in Herbert 1996, p. 138.
19. ↑  May 1999: "Over the course of 30 winters, he [Monet] executed some 140 snowy views"; Moffett et al. 1999, p. 55: "...Monet painted the largest number of winter scenes (more than 140) and is the best known impressionist painter of effets de neige. As Monet took advantage of most significant snowfalls, his output of winter landscapes was often more sporadic, with occasional bursts of activity followed by periods without production..."
20. ↑  Myers 1998: "...his largest winter painting..."; Sweeney 1999: "It is Monet's largest and most ambitious snowscape, an essay about light and shadow on snow."
21. ↑  Rouart 1958，第41頁.
22. ↑  Coe 1957，第382頁.
23. ↑  Gedo 2010
24. ↑  Tinterow & Loyrette 1994，第322頁.
25. ↑  Richard 1998.
26. ↑  Musée d'Orsay, Claude Monet The Magpie, 2006.
27. ↑  Butler 2008
28. ↑  . 2006  [2011-06-05]. （原始内容存档于2012-10-20）. 1984, acquis par les musées nationaux pour le musée d'Orsay (comité du 08/11/1984, conseil du 14/11/1984, arrêté du 14/12/1984)
29. ↑  Moffett 1999: "Visitor surveys and sales of postcard and reproductions indicate that it is the most popular single image in the museum"; Also see Sweeney 1999
30. ↑  Katherine Rothkopf in Moffett 1999; Mathieu 1987: "In the absence of any human figure, the central feature of the painting is the black bird perched on the gate, which is filled with an almost magical significance".
31. ↑  Howard 1989, Monet, p. 33 as quoted in Meynell 1993.
32. ↑  Orr 1994: "...qualities of light characteristic of different times of day and in different atmospheric conditions."
33. ↑  Orr 1994，第18頁.
34. ↑  Magalhães 2003
35. ↑  Hardin 1988; Schlichting 1999; Moffett 1999
36. ↑  Rewald 1961，第228頁.
37. ↑  Kleiner 2009，第824頁.
38. ↑  Georges Roque (1996) questions whether the Impressionists were aware of Chevreul's law of simultaneous contrast. Aside from Pissarro and Seurat, Roque can find no evidence that the Impressionists knew Chevreul's work directly. However, Backhaus et al. (1998) point out that it was possible the early Impressionists were familiar with the work of Eugène Delacroix, who was intimate with Chevreul's color theories. It is generally accepted that as early as the 1860s, Monet was familiar with Delacroix's work and was influenced by his use of color.
39. ↑  Roque 1996. For more information about Ogden Rood and the Impressionists, see: Kemp, Martin (2008). "The Impressionists' Bible". Nature 453.7191. p. 37.
40. ↑  Magalhães 2003，第12頁.
41. ↑  Clemenceau, Georges. . 1926.
42. ↑  Meyers 2011，第75頁.
43. ↑  Magalhães 2003，第26頁.
44. ↑  Postage stamp of The Magpie 的存檔，存档日期2011-09-28. Pierre Albuisson (1990). Retrieved June 15, 2011.
45. ↑  See "The Journey" at Exhibition Monet 2010 的存檔，存档日期2011-08-27.; Ford, Rob (January 2011). "The Edge of Flash 的存檔，存档日期2013-01-10.". Adobe Inspire Magazine. Adobe Systems Incorporated.

## 拓展阅读
- Fell, Derek (2007). The Magic of Monet's Garden. Firefly Books. ISBN 1-55407-277-8
- Schapiro, Meyer (1997). Impressionism: Reflections and Perceptions. George Braziller. pp. 68–69. ISBN 0-8076-1420-3
- Wildenstein, Daniel (1999). Monet: Or the Triumph of Impressionism. Taschen. ISBN 3-8228-7060-9